# コースト・トゥ・コースト (スティーヴ・モーズ・バンドのアルバム)
『コースト・トゥ・コースト』(Coast to Coast)は、アメリカ合衆国のギタリスト、スティーヴ・モーズがスティーヴ・モーズ・バンド名義で1992年に発表したスタジオ・アルバム。モーズのリーダー・アルバムとしては5作目に当たる。

## 背景
前作『サザン・スティール』（1991年）に引き続き、デイヴ・ラルーとヴァン・ロメインが全面参加している。本作が制作されていた当時、モーズはフロリダ州に自分の新しいスタジオを建造しており、カリフォルニア州で作業を開始した後、フロリダ州で本作を完成させた。モーズによれば、ギター・パートの録音は貸しトラックの中で行われたという。
「モーニング・ラッシュ・アワー」は、10人のギタリストが参加したコンピレーション・アルバム『Guitar Speaks 3』（1991年）に提供された曲で、Paul Kohlerはオールミュージックにおいて、モーズとロバート・フリップの演奏が聴き所と評している。

## 反響・評価
アメリカでは『ビルボード』のヒートシーカーズで30位を記録した。Daniel Gioffreはオールミュージックにおいて「冒頭からいきなり、フラット・ピッキングによるアルペジオを駆使して、スティーヴ・モーズの無比のギターが聴き手を圧倒する」「彼がディキシー・ドレッグスと共に制作した作品ほど重要ではないにせよ、有能かつ見過ごされたミュージシャン、ソングライターからの良い提供品である」と評している。

## 収録曲
全曲ともスティーヴ・モーズ作。
1. ユーザー・フレンドリー - "User Friendly" – 3:41
2. カラタラル・ダメージ - "Collateral Damage" – 3:52
3. ゲット・イット・イン・ライティング - "Get It in Writing" – 3:50
4. モーニング・ラッシュ・アワー - "Morning Rush Hour" – 3:27
5. ランナウェイ・トレイン - "Runaway Train" – 3:03
6. ロング・ロスト - "Long Lost" – 3:33
7. ジ・オズ - "The Oz" – 3:17
8. オーヴァー・イージー - "Over Easy" – 5:12
9. キャビン・フィーヴァー - "Cabin Fever" – 3:47
10. フラット・バロック - "Flat Baroque" – 2:25

## 参加ミュージシャン
- スティーヴ・モーズ - ギター
- デイヴ・ラルー - ベース
- ヴァン・ロメイン - ドラムス